# Jorn Olev
Jorn Olev, más conocido como Ayman, fue un músico noruego originario de Oslo, que integró al grupo Ayat de Líbano, y desempeñaba la función de compositor y guitarrista, que a su muerte le sustituyó Bachir Klinger. Nació en Oslo, Noruega el 2 de febrero de 1983 y murió de cáncer de boca en Helsinki, Finlandia, mientras se sometía a una operación, el 25 de febrero de 2004.

## Discografía
Con Ayat
Possession of Sister Clair (Single) 2001
Demo 1 (Demo) 2001
- Laka Il Bayaato ya Moghtasib il Adyan
- The Possession of Sister Claire
- Asylum
- Fornication & Murder (First Version)
- The Possession of Sister Claire
- Asylum
- Laka Il Bayaato ya Moghtasib il Adyan
- The House of Sacrilege I
- Al-ʼSlāmy ath-Thdy (featuring Orphaned Land)

El Nabi Mojrem Moghtaseb Dajjal (Demo) 2002
- Possession
- Asylum
- Laka el Biaa ya Moghtaseb el Adian
- For All Those Who Sinned, Sin and Will Sin

Promo '04 (Demo) 2004